# 膜萼无心菜
膜萼无心菜（学名：Arenaria membranisepala）为石竹科无心菜属的植物，为中国的特有植物。分布在中国大陆的云南等地，目前尚未由人工引种栽培。